# Ligne R2 (Rodalia de Barcelone)
La ligne R2 est un groupe de 3 lignes de banlieue faisant partie des Rodalies de Catalunya, exploitée par Renfe Operadora et circulant sur le réseau d'ADIF à l'écartement ibérique. Ces lignes relient les gares de Saint Vicenç de Calders à Maçanet-Massanes et est aussi dénommé ligne de la côte pour la partie sud, ou ligne de l'intérieur pour la partie nord.
En 2009, la ligne va se subdiviser en 3 lignes : R2 (Castelldefels - Granollers Centre), R2 Nord (Aéroport - Maçanet-Massanes) et R2 Sud (Sant Vicenç - Gare de Barcelone-França), pour remplacer l'ancienne ligne R10.

Schéma général de la ligne R2.

## Histoire

### Rodalies
En 1980, Renfe a créé Cercanías, dans le cadre d'un plan d'améliorations pour "rompre avec la mauvaise image de Renfe". Elle a instauré 162 nouvelles lignes Rodalies et a amélioré les lignes existantes, conjointement à une amélioration du réseau,,. En 1984, la compagnie s'est réorganisée avec la création de Cercanías Renfe, renommée ensuite Rodalies Renfe en Catalogne, et en 1985, un nouveau design a été créé pour les services Rodalies.
Avant, Renfe utilisait un C de Cercanías pour numéroter les lignes, dans ce cas C2. Depuis, la nomenclature a été revue et les lignes étaient numérotées avec R de Rodalies jusqu'à la passation des Rodalies de Barcelone à la Généralité de Catalogne le 1er janvier 2010, et la lettre R est devenue la seule lettre des services de Rodalies de Barcelone,.

### Ligne
La ligne est subdivisée en 3 services : la section nord, la section sud et la branche de l'aéroport.
Les origines de la section nord remontent à 1854, lorsque de l'inauguration de la première section entre Barcelone et Granollers. La ligne a été ensuite prolongée jusqu'à Maçanet en 1860 pour atteindre la gare de Gérone en 1862. Dans l'optique de rejoindre le réseau ferroviaire européen, la ligne a été de nouveau prolongée jusqu'à Figueras (1877) puis Portbou (1878) où se réalise l'interconnexion avec le réseau ferroviaire français. Depuis, la ligne a été électrifiée dans les années 1950, et une nouvelle traversée urbaine de Gérone a été réalisée.
Les origines de la section sud remontent à 1881 avec l'ouverture de la ligne de Barcelone - Vilanova, qui commençait au Port de Barcelone et traversait, avec de nombreux tunnels, le massif du Garraf. La ligne a été prolongée jusqu'à Calafell (1882) et Valls (1883), puis raccordée avec les lignes de Tarragone et Lérida. Au long du XXe siècle, la ligne a été modernisée avec la mise à double voie ou son électrification dans les années 1950.
La branche de l'aéroport a été inauguré en 1975 pour relier directement le centre de Barcelone (gare de Sants) avec l'aéroport. Par la suite, de nouvelles gares ont été ajoutées à Bellvitge et à El Prat de Llobregat. Aujourd'hui, cette ligne est intégrée au service du R2 Nord, et beaucoup de trains proviennent de Sant Celoni et Maçanet, traversent Barcelone et El Prat de Llobregat, puis empruntent une courte branche à voie unique jusqu'au terminal 2 de l'aéroport. Actuellement, une nouvelle branche est en projet, avec un nouveau tunnel sous les pistes de l'aéroport, qui desservira les deux terminaux.

## Caractéristiques générales
La ligne R2 transporte 35 millions de voyageurs par an, soit 125 948 voyageurs par jour ouvrable. 261 trains circulent chaque jour ouvrable sur la ligne, ce sont des séries 450, 451 et Civia (463, 464 et 465). La ligne fait 130,7 km de long et dessert 34 gares. Elle a des correspondances avec les lignes R1, R3, R4, R8, les trains régionaux de Rodalies de Catalunya, les trains à grande vitesse et longue distance, ainsi que le métro de Barcelone.
La ligne passe principalement par les tronçons suivants :
- Ligne Barcelone - Vilanova - Valls, entre Sant Vicenç de Calders et Barcelone.
- Ligne Barcelone - Gérone - Portbou, entre Barcelone et Maçanet-Massanes
- Ligne El Prat - Aéroport.

Les gares terminus sont Sant Vicenç de Calders et Vilanova i la Geltrú d'une part, Gare de Barcelone-França d'autre part pour la ligne R2 Sud; Castelldefels et Granollers Centre pour la ligne R2; l'aéroport d'une part et Sant Celoni et Maçanet-Massanes d'autre part pour la ligne R2 Nord.

## Gares
Cinq gares de la ligne sont inscrites à l'Inventaire du patrimoine architectural de Catalogne : 
- Estació de França
- Castelldefels
- Gavà
- Vilanova i la Geltrú
- Montmeló

Liste complète des gares des lignes R2, R2N et R2S :
| Gare                             | Branche      | Commune                     | Correspondances | Zone Renfe   | Zone ATM     |
| -------------------------------- | ------------ | --------------------------- | --------------- | ------------ | ------------ |
| Sant Vicenç de Calders           |              | El Vendrell                 |                 | 6            | 6A           |
| Calafell                         |              | Calafell                    |                 | 5            | 5A           |
| Segur de Calafell                |              | Calafell                    |                 | 5            | 5A           |
| Cunit                            |              | Cunit                       |                 | 5            | 5A           |
| Cubelles                         |              | Cubelles                    |                 | 5            | 4A           |
| Vilanova i la Geltrú             |              | Vilanova i la Geltrú        |                 | 4            | 4A           |
| Sitges                           |              | Sitges                      |                 | 4            | 3A           |
| Vallcarca                        | Hors service | Hors service                | Hors service    | Hors service | Hors service |
| Garraf                           |              | Sitges                      |                 | 3            | 2A           |
| Platja de Castelldefels          |              | Castelldefels               |                 | 2            | 1            |
| Castelldefels                    |              | Castelldefels               |                 | 2            | 1            |
| Gavà                             |              | Gavà                        |                 | 2            | 1            |
| Viladecans                       |              | Viladecans                  |                 | 2            | 1            |
| Aeroport                         |              | El Prat de Llobregat        |                 | 4            | 1            |
| El Prat de Llobregat             |              | El Prat de Llobregat        |                 | 1            | 1            |
| Bellvitge                        |              | L'Hospitalet de Llobregat   |                 | 1            | 1            |
| Torrassa                         |              | L'Hospitalet de Llobregat   |                 | 1            | 1            |
| Barcelone-Sants                  |              | Barcelone                   |                 | 1            | 1            |
| Barcelone-Passeig de Gràcia      |              | Barcelone                   |                 | 1            | 1            |
| Barcelone-França                 |              | Barcelone                   |                 | 1            | 1            |
| Barcelone-El Clot-Aragó          |              | Barcelone                   |                 | 1            | 1            |
| Barcelone-Sant Andreu            |              | Barcelone                   |                 | 1            | 1            |
| Montcada i Reixac                |              | Montcada i Reixac           |                 | 1            | 1            |
| La Llagosta                      |              | La Llagosta                 |                 | 2            | 2D           |
| Mollet-Sant Fost                 |              | Mollet del Vallès           |                 | 2            | 2D           |
| Montmeló                         |              | Montmeló                    |                 | 2            | 2D           |
| Granollers Centre                |              | Granollers                  |                 | 3            | 3D           |
| Les Franqueses - Granollers Nord |              | Les Franqueses del Vallès   |                 | 3            | 3D           |
| Cardedeu                         |              | Cardedeu                    |                 | 4            | 3D           |
| Llinars del Vallès               |              | Llinars del Vallès          |                 | 4            | 3D           |
| Palautordera                     |              | Santa Maria de Palautordera |                 | 5            | 4G           |
| Sant Celoni                      |              | Sant Celoni                 |                 | 5            | 4G           |
| Gualba                           |              | Gualba                      |                 | 5            | 4G           |
| Riells i Viabrea - Breda         |              | Riells i Viabrea            |                 | 5            | 4G           |
| Hostalric                        |              | Hostalric                   |                 | 6            | 5G           |
| Maçanet-Massanes                 |              | Maçanet de la Selva         |                 | 6            | 6E           |

## Futur
Il est prévu que la partie sud de la ligne s'incorpore à la R1, de Sant Vicenç de Calders à Bellvitge. Comme la ligne R1, la R2 fera le trajet entre Sant Vicenç de Calders et Maçanet-Massanes mais par l'intérieur et l'autre par la côte. Ainsi, la R2 engloberait l'ancienne ligne R2 Nord et la section sud-ouest de la R4 : de Sant Vicenç de Calders à L'Hospitalet de Llobregat via Vilafranca del Penedès.
La ligne R2 à Barcelone continuera à passer par la gare de Passeig de Gràcia, ce que ne faisait pas la ligne R4 qui allait à Saint Vicenç de Calders via Vilafranca, en passant par la gare de Plaça de Catalunya.

## Galerie de photographies

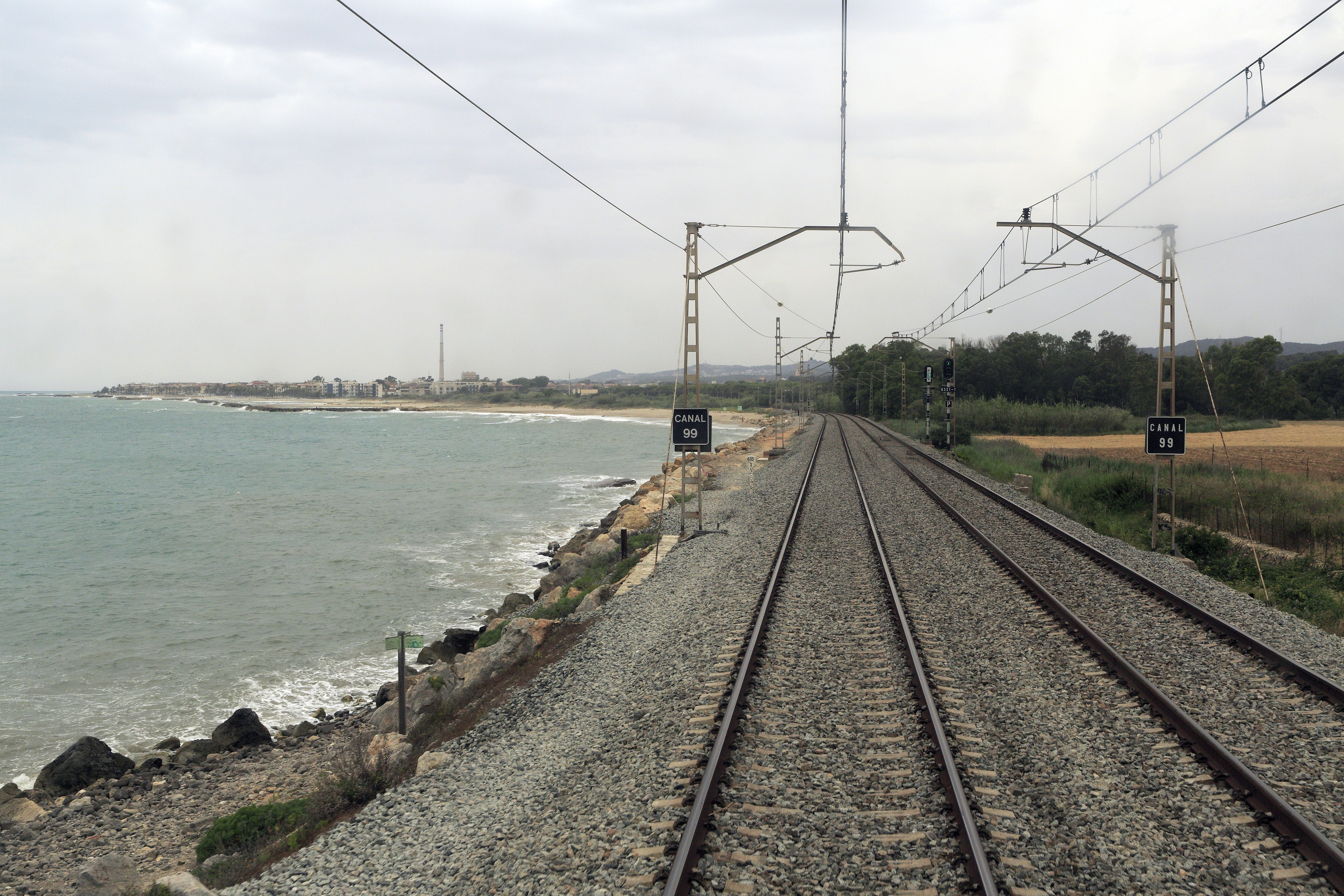
Tracé du train à Cubelles.
Gare de Sitges.
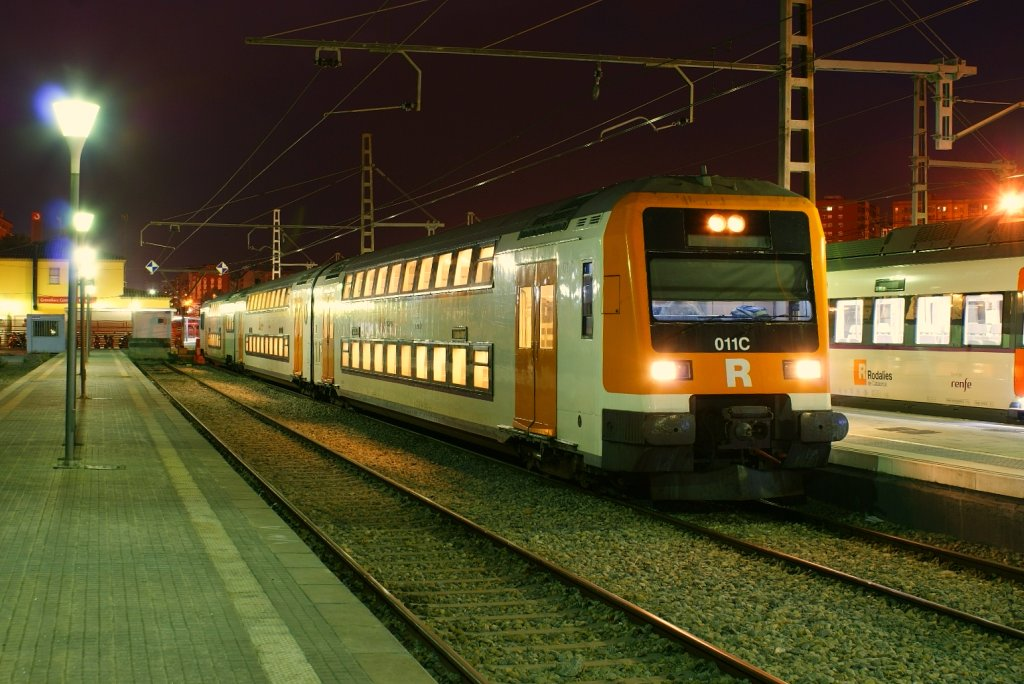
Gare de Granollers Centre.
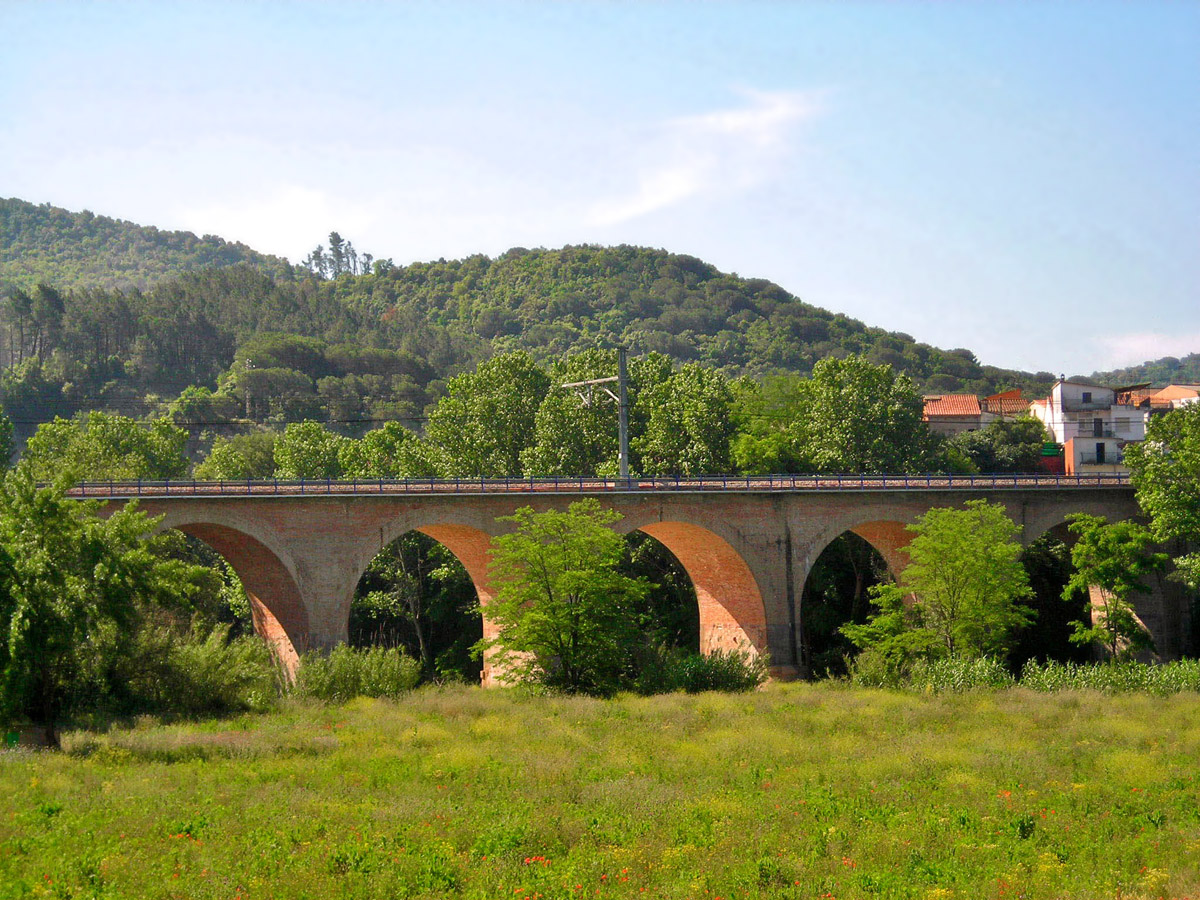
Pont à Sant Celoni.